# Francesc Català i Duran
Francesc Català i Duran (Jóc, Conflent, 1929 - Vinçà, Conflent, octubre de 1988) va ser un metge, promotor cultural i poeta nord-català.

## Biografia
El 1957 es doctorà en medicina a Montpeller, i d'aleshores fins al seu traspàs exercí de metge generalista a Vinçà i a dotze vilatges més del Conflent. Quan encara estudiava, el 1955, havia creat el Fanal de Sant Vicenç, un grup teatral i coral de Perpinyà que dirigí en Jordi Barre. Posteriorment, Català fou un dels fundadors del GREC (1960), entitat de la qual seria vicepresident el 1968, i dels Jocs Florals de la Ginesta d'Or. Intervingué en la Universitat Catalana d'Estiu ensenyant-hi art, i col·laborà en els "Congressos de Metges i Biòlegs de Llengua Catalana" (en presidí l'onzena edició, el 1980) i d'"Història de la Medicina Catalana". Va ser membre de la Societat Catalana de Biologia i de la Societat Catalana d'Estudis Històrics (ambdues de l'Institut d'Estudis Catalans). L'any 1987 la Fundació Lluís Carulla li atorgà el  Premi d'Actuació Cívica, i a l'agost del 1989 fou homenatjat per l'UCE. Òmnium Cultural de Perpinyà convoca el "Premi Francesc Català de Poesia" (21 edició el 2010).
Escrigué en publicacions periòdiques nord-catalanes: La Tramontane, Sant Joan i Barres i L'Indépendant, i fou autor de dues compilacions poètiques, Camins (1974) i De sol i d'ombra (1981).

## Obres
- Camins Barcelona: Barcino, 1974 ISBN 8472260402
- De sol i d'ombra Barcelona: Barcino, 1981 ISBN 8472265536
- Poesia completa Barcelona: Columna, 1989 ISBN 84-7809-118-1